# Ametrodiplosis nivea
Ametrodiplosis nivea är en tvåvingeart som beskrevs av Tavares 1916. Ametrodiplosis nivea ingår i släktet Ametrodiplosis och familjen gallmyggor. Inga underarter finns listade i Catalogue of Life.